# Nguyễn Thị Huyền (vận động viên)
Nguyễn Thị Huyền (sinh ngày 19 tháng 5 năm 1993) quê Ý Yên, Nam Định, là một nữ vận động viên điền kinh Việt Nam nổi tiếng với sở trường hiện tại là 400m và 400m chạy vượt rào. Cô là vận động viên đầu tiên đạt được thành tích 13 HCV điền kinh trong lịch sử SEA Games.
Tại Đại hội Thể thao châu Á 2014, Nguyễn Thị Huyền về thứ bảy trong nội dung chạy 400 mét, và thứ năm trong nội dung tiếp sức 4×400 mét. Tại Đại hội Thể thao Đông Nam Á 2015, Huyền giành ba huy chương vàng trong 400 mét, 400 mét vượt rào, và tiếp sức 4×400 mét, lập hai kỉ lục đại hội. Cô là một trong những VĐV Việt Nam tiêu biểu nhất tại SEA Games 28. Với kết quả đó, cô vượt qua được vòng loại cá nhân cho Giải vô địch Điền kinh thế giới năm 2015 và nội dung Điền kinh tại Thế vận hội Mùa hè 2016.
Vận động viên (VÐV) Nguyễn Thị Huyền đã xuất sắc đoạt Huy chương vàng (HCV) nội dung chạy 400m rào nữ vào tối 8-7 tại Giải điền kinh vô địch châu Á năm 2017 diễn ra ở Ấn Ðộ. 
Ngày 3 tháng 1 năm 2017, cô cùng chồng là Phạm Quỳnh, Giảng viên Đại học Thể dục thể thao Bắc Ninh tổ chức hôn lễ.

## Xứng danh tượng đài điền kinh Việt Nam
Nguyễn Thị Huyền được xem là "nữ hoàng điền kinh" của Việt Nam bởi kể từ khi dự các kỳ SEA Games từ năm 2015 đến năm 2023, cô đã mang về tới 13 tấm huy chương vàng cho Đoàn Thể thao Việt Nam. Bao gồm các tấm huy chương vàng : 
- 3 HCV SEA Games 28 năm 2015 ở các nội dung 400 m, 400 m rào, 4 x 400 m. 
- 3 HCV SEA Games 29 năm 2017.
- 2 HCV SEA Games 30 năm 2019. 
- 2 HCV SEA Games 31 năm 2022.
- 3 HCV SEA Games 32 năm 2023 (Sea games cuối cùng trong sự nghiệp)
Nguyễn Thị Huyền cũng đi vào lịch sử Đại hội Thể thao Đông Nam Á khi trở thành vận động viên giành nhiều huy chương vàng nhất.
Bên cạnh đó, Nguyễn Thị Huyền còn đoạt 10 huy chương vàng vô địch quốc gia, 3 huy chương vàng vô địch châu Á, dự ASIAD và góp mặt tại Olympic 2016.
Vận động viên sinh năm 1993 xứng đáng là tấm gương sáng về tinh thần phấn đấu và nỗ lực hết mình để cống hiến cho thể thao Việt Nam. Vì vậy, nhiều người nuối tiếc khi Nguyễn Thị Huyền giã từ sự nghiệp thi đấu.

## 2023 - Ngẹn ngào ngày chia tay điền kinh
Giải điền kinh vô địch quốc gia 2023 tại Miếu Môn (Hà Nội) chứng kiến những bước chạy cuối cùng trong sự nghiệp thi đấu của vận động viên Nguyễn Thị Huyền, khép lại 15 năm sống cùng điền kinh với tư cách là một vận động viên, một nhà vô địch.
Ngày thi đấu 28/10/2023, sau khi giành HCV nội dung sở trường 400m rào, Nguyễn Thị Huyền cùng HLV Vũ Ngọc Lợi Lưu trữ ngày 1 tháng 11 năm 2023 tại Wayback Machine đã khóc nức nở chia sẻ : " Đây là giải đấu đỉnh cao cuối cùng của tôi với tư cách VĐV. Tôi sẽ chuyển sang công tác huấn luyện. Tôi muốn có thêm thời gian chăm sóc gia đình nhỏ bởi sau khi sinh con cách đây 5 năm, tôi đã trở lại tập luyện, thi đấu đến tận bây giờ ".